# Donka Minčeva
Donka Vidulova Minčeva (in bulgaro Донка Видулова Минчева?; Karlovo, 9 maggio 1973) è un'ex sollevatrice bulgara campionessa mondiale ed europea che ha gareggiato nelle categorie dei pesi mosca (fino a 46 kg.), dei pesi gallo (fino a 48 kg.) e dei pesi piuma (fino a 53 kg.).

## Biografia

### Carriera
Nel 1991, appena diciottenne, Donka Minčeva vinse la sua prima medaglia internazionale in competizioni di massimo livello, conquistando l'argento ai Campionati europei di Varna nella categoria fino a 48 kg. con 145 kg. nel totale. Qualche mese dopo vinse la medaglia di bronzo ai Campionati mondiali di Donaueschingen con 152,5 kg. nel totale.
Nel 1992 vinse la medaglia di bronzo ai Campionati mondiali di Varna con 162,5 kg. nel totale e, qualche mese dopo, conquistò il primo dei suoi sette titoli europei ai Campionati europei di Loures con 155 kg. nel totale.
Due anni dopo vinse la medaglia d'oro ai Campionati europei di Roma con 147,5 kg. nel totale nella categoria fino a 46 kg., ripetendo il successo nella medesima categoria ai Campionati europei di Be'er Sheva 1995 con 147,5 kg. nel totale e ai Campionati europei di Praga 1996 con lo stesso risultato nel totale.
Nel 1997 si dovette invece accontentare della medaglia di bronzo con 147,5 kg. nel totale ai Campionati europei di Siviglia. Si rifece l'anno seguente, conquistando un'altra medaglia d'oro nella categoria fino a 48 kg. ai Campionati europei di Riesa con 162,5 kg. nel totale.
Il 1999 fu l'anno di maggior successo per Donka Minčeva, durante il quale riuscì a vincere sia la medaglia d'oro ai Campionati europei di La Coruña con 175 kg. nel totale, sia la medaglia d'oro ai successivi Campionati mondiali di Atene con 192,5 kg. nel totale, dove realizzò il record mondiale nella prova di slancio.
L'anno successivo vinse un'altra medaglia d'oro ai Campionati europei di Sofia con 187,5 kg. nel totale e, qualche mese dopo, prese parte alle Olimpiadi di Sydney 2000, dove il sollevamento pesi femminile faceva il suo esordio olimpico, non riuscendo però a terminare la gara, avendo fallito i tre tentativi di ingresso nella prova di strappo.
Dopo un periodo di attività ridotta, ritornò alle competizioni in occasione dei Campionati mondiali di Varsavia 2002 nella categoria fino a 53 kg., classificandosi al 5º posto finale con 197,5 kg. nel totale.
Nel 2005 tornò su un podio internazionale, vincendo la medaglia di bronzo nella categoria fino a 48 kg. ai Campionati europei di Sofia con 165 kg. nel totale.
Continuò a gareggiare negli anni successivi senza più ottenere risultati particolarmente importanti, fino a quando, a giugno del 2008, fu trovata positiva al doping e squalificata per quattro anni insieme ad altri dieci sollevatori bulgari, mettendo fine alla sua carriera di atleta.